# 星宮すみれ
星宮 すみれ（ほしみや すみれ）は日本の著作家。冒険企画局所属。
「ウォーロック」誌（社会思想社）での活動をはじめ、『ファンタジーRPGクイズ』シリーズ、『アップル・ベーシック』シリーズなどユキリア世界の作品を中心に制作する。執筆者紹介で「早寝、早起きの仕事上手」と書かれている。
首都高バトルでは「ロータリーフラワー」という通り名で登場している。

## 作品リスト
- 『ファンタジーRPGクイズ』シリーズ　富士見書房〈富士見ドラゴンブック〉 - 執筆。
- 『アップルベーシック』シリーズ
  - 『ウィッチクエスト』 - リプレイ執筆。
  - 『二つの川の物語RPG』 - 「ウォーロック」誌掲載の読者参加企画をTRPG化したもの。
  - 『能登半島幽霊事件』　講談社X文庫ティーンズハート - 風見潤の小説『幽霊事件シリーズ』のゲーム化。
- 『迷宮キングダム』シリーズ - 『迷宮クロニクルVol.2 白銀カーニバル』小説執筆。
- 『まるごと一冊冒険企画局』 新紀元社、2010年。 - 『ファンタジーRPGクイズ』や『アップルベーシック』のコラム執筆。

その他、近藤功司・冒険企画局『やっぱりRPGが好き!』等にゲスト参加。